# Dicranophragma (Dicranophragma) fenestratum
Dicranophragma (Dicranophragma) fenestratum is een tweevleugelige uit de familie steltmuggen (Limoniidae). De soort komt voor in het Oriëntaals gebied.